# Водяний різак звичайний
Водяний різак звичайний, або тілоріз (Stratiotes aloides) — єдиний вид монотипного роду водяний різак багаторічних водяних трав родини жабурникових.

## Систематика

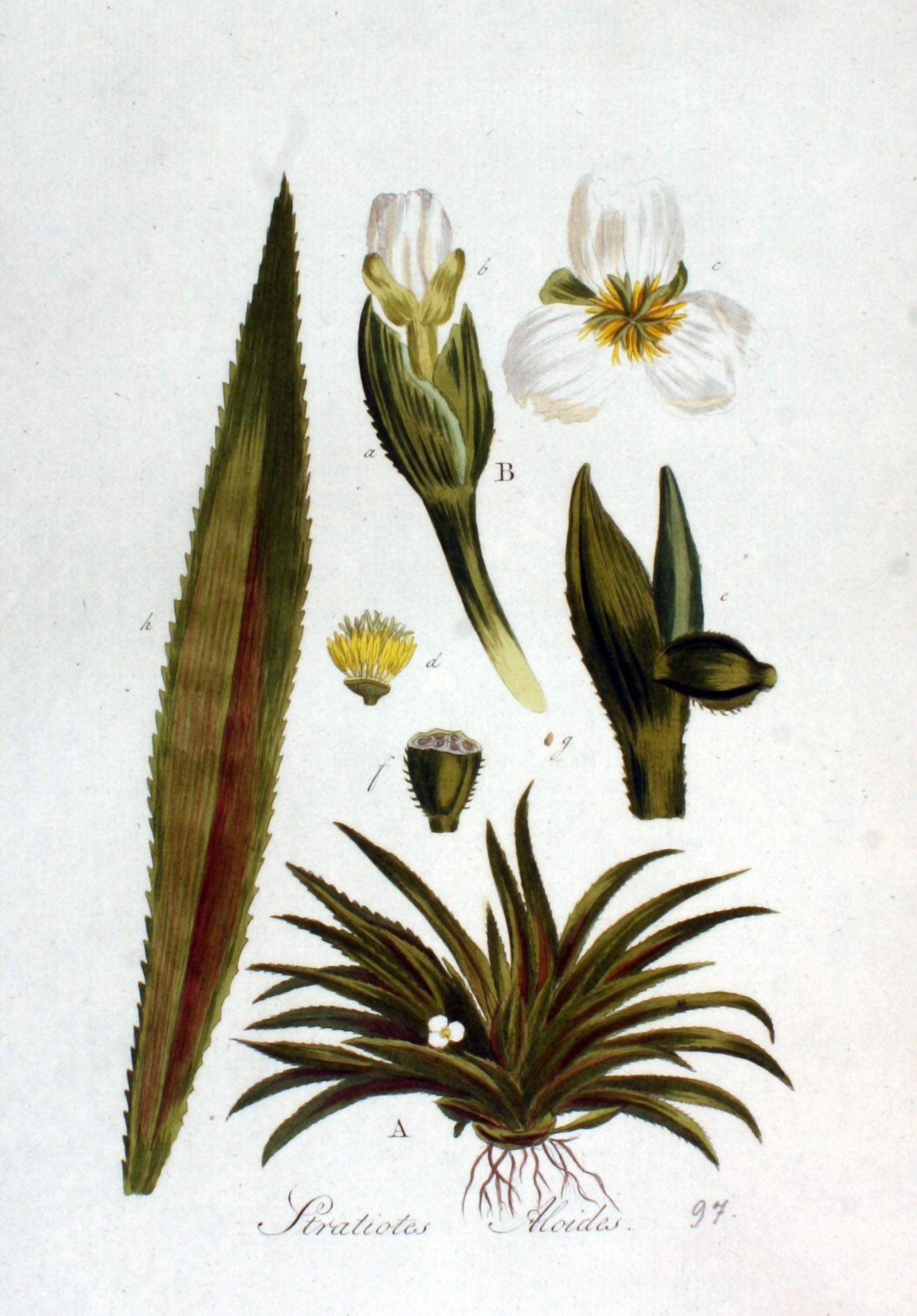
Ілюстрація водяного різака у книзі Яна Копса «Flora Batava», Volume 2 (1807)

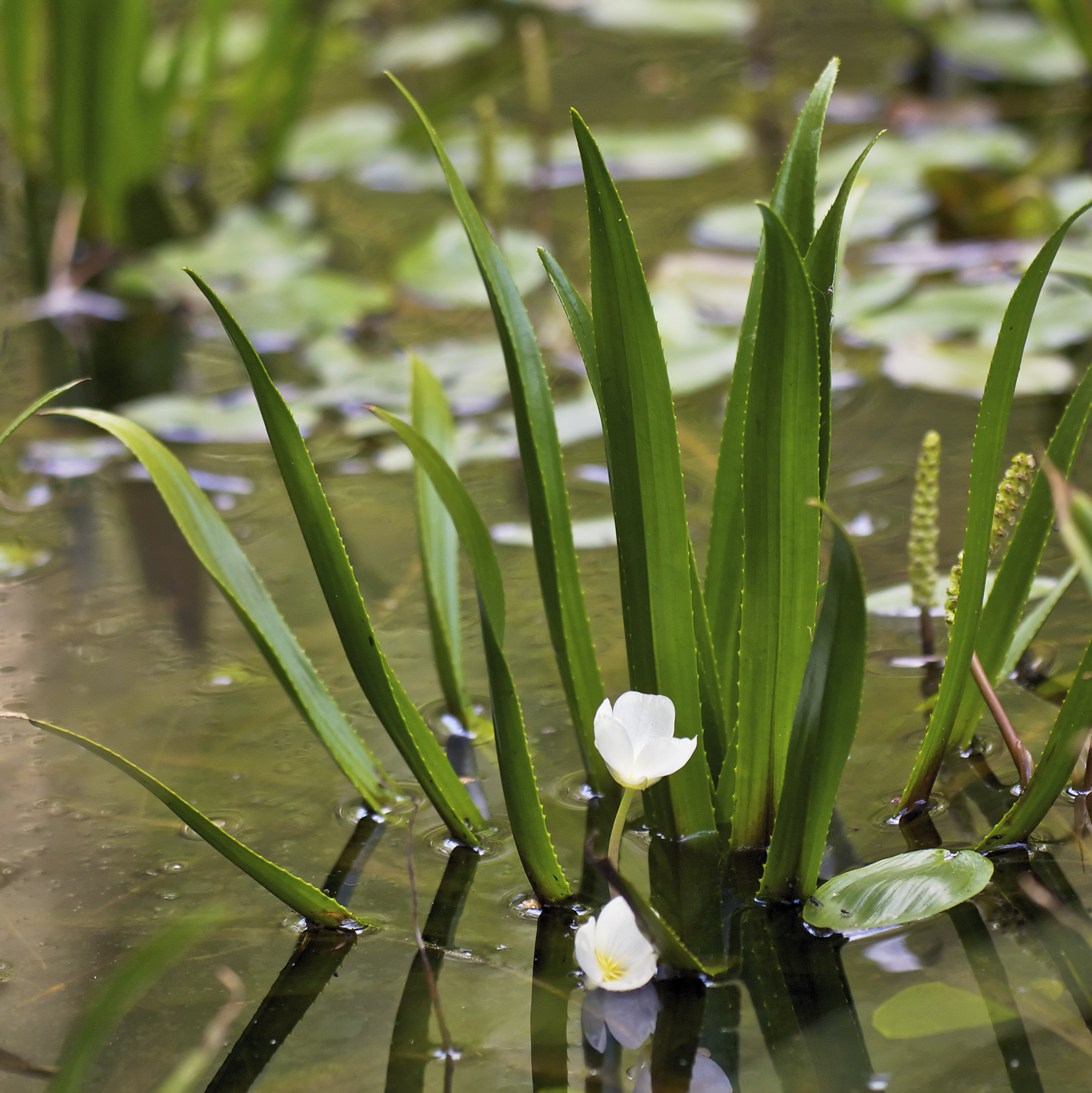
Водяний різак у природному середовищі

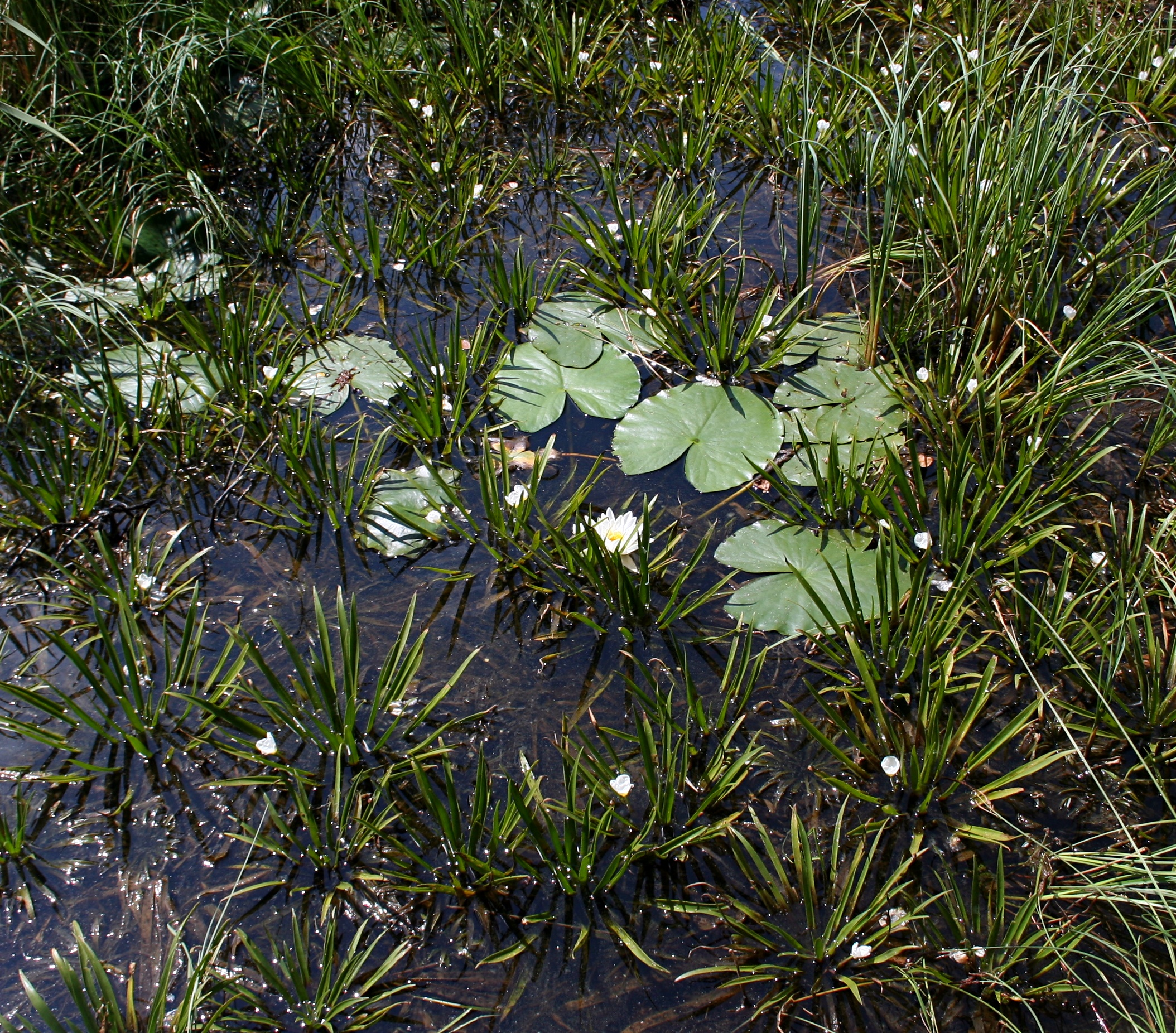
Зарості водяного різака

Водяний різак звичайний (Stratiotes aloides) є єдиним представником роду; інші представники, що історично включались до роду, врешті віднесені до інших родів.

## Морфологічна характеристика
Дводомна рослина, що має вкорочене стебло. Листки мечоподібної форми, утворюють великі розетки. Краї листків шипувато-пилчасті. Квітки одностатеві, великі, з трьома білими пелюстками. Чоловічі квітки утворюють невеликі суцвіття, жіночі — поодинокі. Цвіте у червні-липні, плоди дозрівають в липні-серпні. Плід — ягодоподібний. Корінці довгі, тонкі, розміщуються у воді. В них завжди ховається рибна молодь. Нагадує за зовнішнім виглядом алое.

## Екологія
Зростає у водоймах, в стоячих і повільно текучих водах: в озерах, старицях, ставках, у вікнах боліт; нерідко утворює значні зарості. До середини літа водяний різак поступово піднімається над поверхнею води і починає цвісти. Другу половину літа він є поверхневою рослиною. Восени рослина поступово опускається під воду, плесо знову стає чистим. У такому зануреному стані водяний різак проводить всю зиму і весну. З потеплінням рослини знову піднімаються на поверхню.

## Поширення
Водяний різак звичайний поширений в Європі, Передкавказзі і Західному Сибіру. В Україні зустрічається спорадично по всій території.

## Охоронні заходи
Входить до Червоних списків рослин Дніпропетровської, Донецької, Луганської, Львівської і Харківської областей в Україні та до Червоної книги Ростовської області в Росії.

## Використання
Листя використовують для годівлі свиней. Іноді використовується як добриво. Медонос. Максимальна нектаропродуктивність квіток на початку липня при 23 °С становила 0,5 мг на квітку.